# 赖因哈德·古斯特
赖因哈德·古斯特（德語：Reinhard Gust，1950年12月10日—），德国男子赛艇运动员。他曾代表东德参加1972年夏季奥林匹克运动会赛艇比赛，获得男子四人单桨有舵手银牌。